# Vlada Urošević
Vlada Urošević (makedonsk: Влада Урошевиќ, født 1934 i Skopje i Kongeriget Jugoslavien) er en af Makedoniens mest betydningsfulde moderne forfattere.
Vlada Urošević er medlem af Académie Mallarmé i Paris, af det Europæiske akademi for Poesi i Luxembourg og det Makedonske videnskabernes og kunsternes Akademi. Han skriver romaner, digte, essays og er desuden aktiv som oversætter, kunst- og litteraturkritiker. Hans bøger er oversat til flere sprog, og han har vundet talrige litteraturpriser.

## Liv
Han blev født i Skopje i 1934 og studerede filologi ved Universitetet i Skopje. I 1982 blev han docent ved Instituttet for almen og sammenlignende litteraturvidenskab, og efter i 1987 at have forsvaret sin PhD-afhandling blev han i 1988 professor sammesteds. Urošević har været medarbejder og redaktør ved Kultur- og kunstredaktionen ved Televizija Skopje.
Vlada Urošević har været udgiver af litteraturmagasinet Razgledi. Siden 1961 har han været medlem af det makedonske forfatterforbund, og han er også medlem af det makedonske videnskabernes og kunsternes akademi (MANU).
Han har skrevet fire romaner, lyrik og talrige essays. I 2004 udkom hans samlede værker i ni bind. Hans værker er oversat til bl.a. fransk, tysk, bulgarsk, serbisk, spansk, slovensk, norsk og polsk. Han var oversætter fra makedonsk til serbisk, mens Makedonien stadigvæk var en delstat i SFR Jugoslavien. Han er medlem af Académie Mallarmé i Paris og blandt de første medlemmer af det i 1996 nystiftede Académie européenne de Poésie, som har sæde i Luxembourg. Han er desuden fremmed medlem af Serbiens Videnskabs- og kunstakademi.
For sit arbejde blev han i Jugoslavien tildelt Brak'a Miladinov-prisen (1967, 1973, 1986) og Grigor Prličev-prisen (1974 og 1989), og i Frankrig Ridder af kunst- og litteraturordenen.

## Litterær aktivitet
Vlada Urošević er en af de mest betydningsfulde repræsentanter for makedonsk modernisme og skriver med en fokus på at udforske det besynderlige, det fantastiske og surrealistiske. Han debuterede med digtsamlingen En anden by i 1959.
Ud over eget forfatterskab har han også virket som oversætter af russiske digtere som Pusjkin, Lermontov, Sologub, Kamenskij, Hlebnikov, Vladimir Majakovskij og Boris Pasternak. Desuden har han oversat digte af Léopold Sédar Senghor, Gérard de Nerval, Charles Baudelaire (1821-1867) (herunder "Albatrossen" fra 1857), Comte de Lautréamont, Arthur Rimbaud (1854-1891), Guillaume Apollinaire (1880-1918) fra fransk til makedonsk.

#### Monografier
- 1959 Еден друг град / Eden drug grad / En anden by (digte, Skopje)
- 1962 Невиделица / Nevidelica (digte)
- 1965 Вкусот на праските / Vkusot na praskite / Smagen af ferskener (roman)
- 1967 Манекен во пејзажот / Maneken vo pejzažot / Mannequin i landskabet (digte)
- 1967 Летен дожд / Leten dožd / Sommerregn (digte)
- 1969 Знаци / Znaci / Tegn (fortællinger)
- 1971 Врсници / Vrsnici (kritik og essays)
- 1972 Ноќниот пајтон / Noćniot pajton / Nattedroschen (fortællinger)
- 1973 Ѕвездена терезија / Dzvezdena terezija (digte)
- 1975 Нуркачко ѕвоно / Nurkačko dzvono (digte)
- 1979 Сонувачот и празнината / Sonuvačot i prazninata / Drømmeren og tomheden (digte)
- 1980 Мрежа за неуловливото / Mreža na neulovlivoto / Det ubegribeliges net (kritik og essays)
- 1983 Лов на еднорози / Lov na ednorozi / Enhjørningejagt (fortællinger)
- 1984 Компасот на сонот / Kompasot na sonot / Drømmens kompas (digte)
- 1985 Нишката на Аријадна / Niškata na Arijadna / Ariadnes tråd (kritik og essays)
- 1986 Хипнополис / Hipnopolis / Hypnopolis (digte)
- 1987 Подземна палата / Podzemna palata / Det underjordiske slot (essays)
- 1988 Демони и галаксии / Demoni i galaksii / Dæmoner og galakser (studium)
- 1989 Панична планета / Panična planeta / Panisk planet (digte)
- 1991 Алдебаран / Aldebaran / Aldebaran (noter og rejsebreve)
- 1993 Митската оска на светот / Mitskata oska na svetot / Verdens mytiske akse (kritik og essays)
- 1993 Ризиците на занаетот / Rizicite na zanaetot / Håndværkets risici (digte)
- 1994 Мојата роднина Емилија / Mojata rodnina Emilija / Min slægtning Emilija (roman), oversat af Erik Thau-Knudsen til dansk som Min kusine Emilija; en uafsluttet roman af atten afsluttede fortællinger, Turbine, 2016, ISBN 978-87-406-0683-6
- 1995 Паники / Paniki / Panikker (digte)
- 1996 Дворскиот поет во апарат за летање / Dvorskiot poet vo aparat za letanje / Hofpoeten i et flyveapparat (digte)
- 1997 Париски приказни / Pariski prikazni / Parisiske fortællinger (noter og rejsebreve)
- 2000 Астролаб / Astrolab / Astrolabium (kritik og essays)
- 2000 Дива лига / Diva liga / Den vilde liga (roman)
- 2008 Невестата на змејот / Nevestata na zmejot / Slangens brud (eventyrroman)

#### Antologier
- 1963 Црниот бик на летото / Crniot bik na letoto / Sommerens sorte tyr
- 1972 Француска поезија - ХХ век / Francuska poezija — XX vek / Fransk litteratur — det 20. århundrede
- 1976 Црна кула / Crna kula / Sort tårn
- 1978 Современа македонска поезија / Sovremena makedonska poezija / Moderne makedonsk digtning (på serbokroatisk)
- 1980 Космос в амбар / Kosmos v ambar / Universet i laden (på nederlandsk)
- 1981 Кула / Kula / Tårn (på usbekisk)
- 1993 Големата авантура: францускиот надреализам / Golemata avantura: francuskiot nadrealizam / Det store eventyr: den franske surrealisme
- 1994 Шуми под море ; кратката прозна форма во француската литература / Šumi pod more ; kratkata prozna forma vo francuskata literatura / Skove under hav ; den korte prosaform i fransk litteratur
- 1996 Златна книга на француската поезија / Zlatna kniga na francuskata poesija / En gylden bog om den franske litteratur
- 2001 Седум француски поети / Sedum francuski poeti / Syv franske digtere
- 2004 Избрани дела[2].